# Tres principis del poble

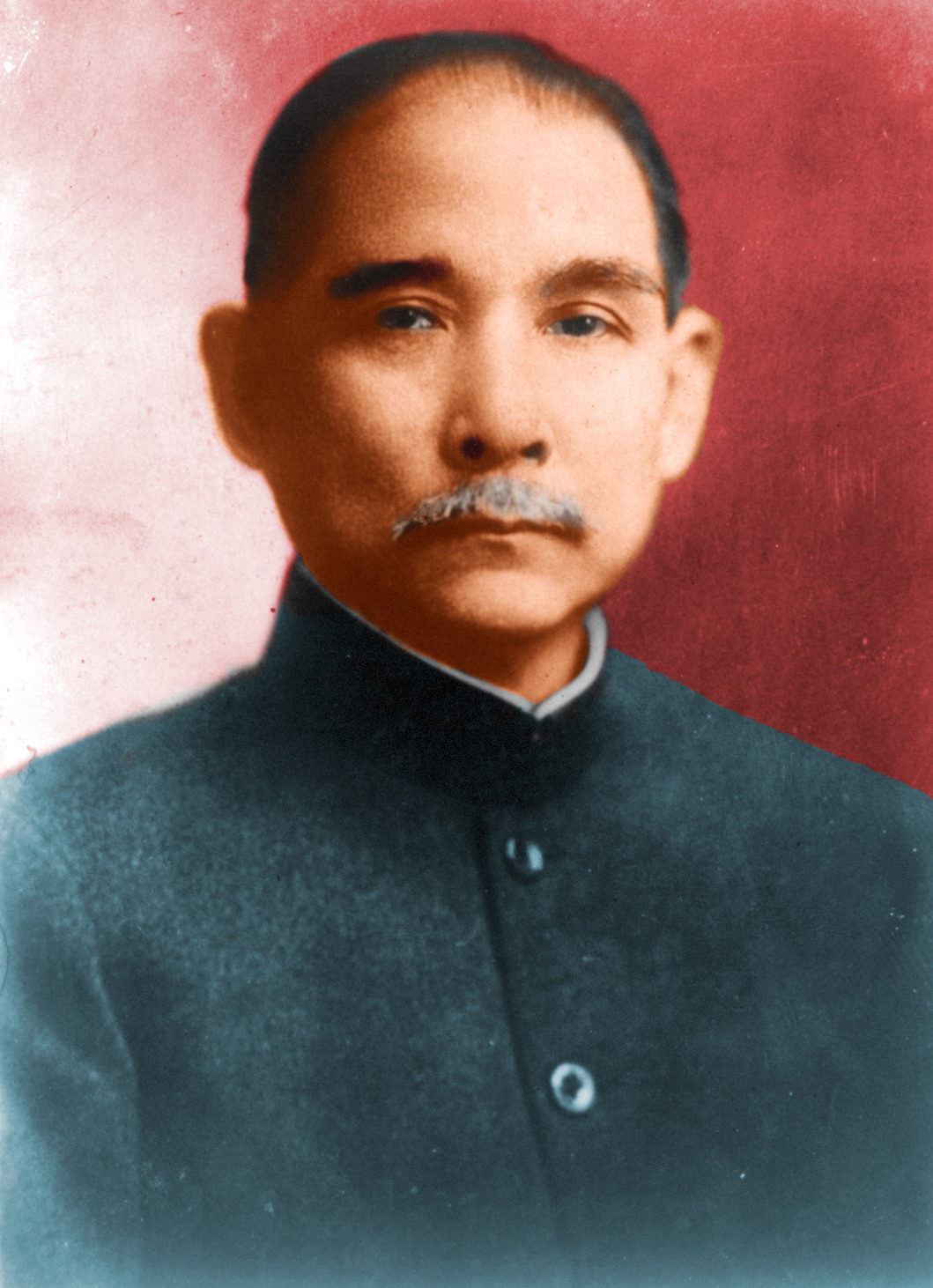
Sun Yat-sen va promulgar els Tres Principis del Poble.

Els Tres Principis del Poble o la Doctrina San-min (xinès tradicional: 三民主義; xinès simplificat: 三民主义; pinyin: Sān Mín Zhǔyì) és una filosofia política desenvolupada per Sun Yat-sen com a part d'una filosofia que convertiria a la Xina en una nació pròspera, poderosa i lliure. El llegat d'aquesta filosofia s'implementa en l'organització governamental de la República de la Xina, que administra actualment les illes de Taiwan, Penghu, Kinmen i Matsu. Aquesta filosofia és també considerada com la punta de llança de la política de la República de la Xina pel Kuomintang. Els principis també apareixen en la primera línia de l'Himne Nacional de la República de la Xina.

## Els principis
1. Nacionalisme (民族主義; Mínzú, "relació o connexió del poble" o "govern del poble"): Sun es refereix a la llibertat del domini imperialista. Per aconseguir aquest objectiu Xina ha de desenvolupar un "nacionalisme cívic", Zhonghua minzu, al contrari d'un "nacionalisme ètnic", per aconseguir unir les diferents ètnies de la Xina, formada principalment pels cinc principals grups: han, mongols, tibetans, manxus i musulmans, l'harmonia dels quals és simbolitzada per la Bandera dels Cinc Colors de la Primera República (1911 - 1928).
2. Democràcia (民權主義; Mínquán, "poder del poble" o "govern pel poble"): Sun ho representa com un govern constitucional occidental. Està dividit en dos conjunts de "poders": el poder de la política (政權; zhèngquán) que són els quatre poders del poble en què expressen els seus desitjos polítics (elecció, remoció, iniciativa i referèndum), representats per l'Assemblea Nacional de la República de la Xina; i el poder del govern (治權; zhìquán) que són els poders d'administració, constituïts en un govern de cinc òrgans (cadascun dels quals és anomenat yuàn o "cort"), combinant la teoria constitucional occidental de la separació de poders amb la tradició administrativa xinesa: el Yuan Executiu, el Yuan Legislatiu i el Yuan Judicial provenen del pensament de Montesquieu, mentre que el Yuan de Control i el Yuan d'Examinació provenen de la tradició xinesa.
3. Benestar social (民生主義; Mínshēng, "benestar del poble" o "govern per al poble"): El concepte pot ser interpretat com el benestar social o a les mesures governamentals populistes ("per al poble"). Sun va considerar una economia industrial i la igualtat de les terres per als agricultors xinesos. En aquest principi Sun va ser influït pel pensador nord-americà Henry George (georgisme); l'impost del valor de la terra a Taiwan és un llegat d'aquest principi. Sun va dividir la manutenció en quatre departaments: menjar, vestuari, habitatge i transport.

## Influències
La ideologia de Sun ha estat influïda principalment de les seves experiències als Estats Units i contenen elements del moviment progressista nord-americà i del pensament liberal d'Abraham Lincoln. Sun es va basar de la frase del Discurs de Gettysburg "govern del poble, pel poble i per al poble" com a inspiració per als Tres Principis. També el principi està influït per ideologies confucianistes.

## Llegat
Els Tres Principis del Poble són la base de les ideologies del Kuomintang sota la direcció de Chiang Kai-shek, del Partit Comunista de la Xina sota la direcció de Mao Zedong i del Govern projaponès de Wang Jingwei. Tant el Kuomintang com el Partit Comunista Xinès estan d'acord amb el principi de nacionalisme, però difereixen significativament en el principi de democràcia i benestar social, ja que el primer es recolza en el sistema socialdemocràtic occidental i l'últim es recolza en el sistema marxista i comunista.
Fins a la dècada del 1980 va existir un fenomen institucional a on molts instituts d'educació superior a Taiwan se centraven en l'estudi i el desenvolupament dels Tres Principis del poble. Durant la dècada de 1990 va començar a reorientar-se aquesta filosofia, sent invocada en menor mesura a partir de llavors. Actualment els Tres Principis del Poble només romanen explícits com a part de la plataforma del partit polític Kuomintang i en la Constitució de la República de la Xina.